# Wolfgang Lutz (Psychologe)

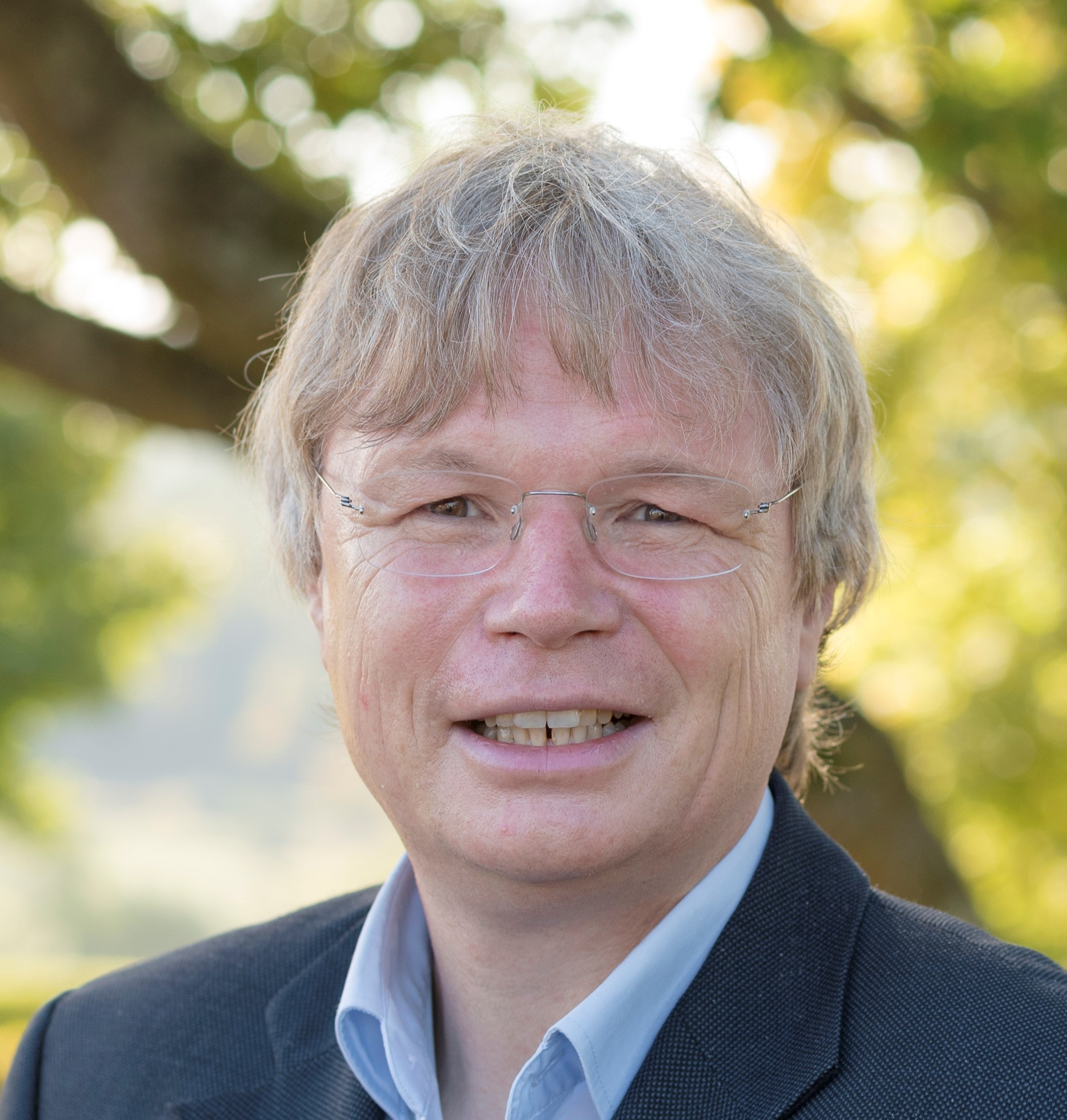
Wolfgang Lutz

Wolfgang Lutz (* 13. Januar 1966 in Mainz) ist ein deutscher Psychologe, Psychotherapeut und Hochschullehrer.

## Leben
Nach dem Diplom im Jahr 1993 war er wissenschaftlicher Angestellter an der Forschungsstelle für Psychotherapie in Stuttgart und an der Ruprecht-Karls-Universität Heidelberg, wo er im Jahr 1997 promovierte. Von 1997 bis 1999 war er am Department of Psychology der Northwestern University (USA) in der Arbeitsgruppe um Kenneth I. Howard tätig. Im Jahr 2000 erhielt Lutz den Early Career Contribution Award der International Society for Psychotherapy Research. In der Zeit von 1999 bis 2004 war er in der Abteilung von Klaus Grawe am Psychologischen Institut der Universität Bern tätig, 2001 habilitierte er und 2004 bis 2007 war er Förderungsprofessor des Schweizerischen Nationalfonds für Klinische Psychologie/ Psychotherapie an der Universität Bern. Lutz ist seit 2007 Leiter der Abteilung für Klinische Psychologie und Psychotherapie, der Poliklinischen Psychotherapieambulanz für Ausbildung, Lehre und Forschung (PALF) und verantwortlicher Leiter des Weiterbildungsstudiengangs für Psychologische Psychotherapie an der Universität Trier. Zudem ist er Associate Editor des Journal of Consulting and Clinical Psychology, Behavior Therapy und war er Editor von Psychotherapy Research sowie Mitglied des Editorial Boards der Zeitschriften Clinical Psychological Science, Cognitive Therapy and Research, Journal of Psychotherapy Integration und Psychotherapie Psychosomatik Medizinische Psychologie. Er war von 2007 bis 2013 Mitherausgeber der Zeitschrift für Klinische Psychologie und Psychotherapie und von 2001 bis 2011 Consulting Editor des Journal of Clinical Psychology.
Er hat über 300 Arbeiten (Artikel, Buchkapitel, Bücher) veröffentlicht zu den Themen Psychotherapieergebnis- und Prozessforschung mit den Schwerpunkten Evaluation und Qualitätssicherung, kontinuierliche und diskontinuierliche Therapieverläufen, psychotherapeutische Mikrostrategien sowie die evidenzgestützte Personalisierung von Diagnose und Behandlung depressiver Störungen und Angststörungen. Unter anderem war er an dem 2003 initiierten und 2011 abgeschlossenen Modellprojekt der Techniker Krankenkasse zum Qualitätsmonitoring in der ambulanten Psychotherapie beteiligt. Er ist Mit-Herausgeber des seit fünfzig Jahren zentralen Standardwerkes der Psychotherapieforschung, dem „Bergin and Garfield‘s Handbook of Psychotherapy and Behavior Change“ und war 2022/23 Präsident der Society for Psychotherapy Research (SPR).

## Auszeichnungen
- 2000: Early Career Contribution Award der International Society for Psychotherapy Research[3]
- 2013/14 "Listed at the Faces and Minds of Psychological Science website by the Association for Psychological Science. Fellow for sustained and outstanding distinguished contributions to psychological science."[4]

## Schriften (Auswahl)
- J. Delgadillo, W. Lutz (2020). A development pathway towards precision mental healthcare. JAMA Psychiatry. doi:10.1001/jamapsychiatry.2020.1048
- W. Lutz, B. Schwartz, J. M. G. Penedo, K. Boyle, A.-K. Deisenhofer (2020). Working towards the development and implementation of precision mental healthcare – An example. Administration and Policy in Mental Health and Mental Health Services Research. DOI: 10.1007/s10488-020-01053-y
- W. Lutz, J. Rubel, B. Schwartz, V. Schilling, A. Deisenhofer (2019). Towards integrating personalized feedback research into clinical practice: Development of the Trier Treatment Navigator (TTN). Behaviour Research and Therapy, 120, 103438. doi: 10.1016/j.brat.2019.103438
- W. Lutz, B. Schwartz, G. Hofmann, A. J. Fisher, K. Husen, J. A. Rubel (2018). Network analysis predicts treatment dropout in patients with mood and anxiety disorders. Scientific Reports. DOI: 10.1038/s41598-018-25953-0
- W. Lutz, A.-K. Schiefele, F. Wucherpfenning, N. Stulz (2016). Clinical effectiveness of cognitive behavioral therapy for depression in routine care: A propensity score based comparison between randomized controlled trials and clinical practice. Journal of Affective Disorders, 189, 150–158. doi:10.1016/j.jad.2015.08.072.
- W. Lutz, K. de Jong, J. Rubel (2015). Patient-focused and feedback research in psychotherapy: Where are we and where do we want to go? Psychotherapy Research, 25, 6, 625–632. DOI:10.1080/10503307.2015.1079661
- W. Lutz, S. Hofmann, J. Rubel, J. Boswell, K, Shear, J. M. Gorman, S. W. Woods, D. H. Barlow (2014). Patterns of early change and their relationship to outcome and early treatment termination in patients with panic disorder. Journal of Consulting and Clinical Psychology. DOI: 10.1037/a0035535
- W. Lutz, T. Ehrlich, J. Rubel, N. Hallwachs, M. A. Röttger, C. Jorasz, S. Vocks, D. Schulte, A. Tschitsaz-Stucki (2013). The ups and downs of psychotherapy: Sudden gains and sudden losses identified with session reports. Psychotherapy Research, 23, 114–124.
- W. Lutz, S. M. Saunders, S. C. Leon, Z. Martinovich, J. Kosfelder, D. Schulte, K. Grawe, S. Tholen (2006). Empirical and clinical useful decision making in psychotherapy: Differential Predictions with Treatment Response Models. Psychological Assessment, 18, 133–144.
- W. Lutz, C. Leach, M. Barkham, M. Lucock, W. B. Stiles, C. Evans, R. Noble, S. Iveson (2005). Predicting rate and shape of change for individual clients receiving psychological therapy: Using growth curve modeling and nearest neighbor technologies. Journal of Consulting and Clinical Psychology, 73, 904–913.
- W. Lutz (2002). Patient-focused psychotherapy research and individual treatment progress as scientific groundwork for an empirical based clinical practice. Psychotherapy Research, 12, 251–272.
- W. Lutz, Z. Martinovich, K. I. Howard (1999). Patient profiling: An application of random coefficient regression models to depicting the response of a patient to outpatient psychotherapy. Journal of Consulting and Clinical Psychology, 67, 571–577.
- W. Lutz, R. Neu, J. A. Rubel (2019). Evaluation und Effekterfassung in der Psychotherapie. Standards der Psychotherapie. Hogrefe, Göttingen, ISBN 9783801729127.
- Lehrbuch Psychotherapie (Hrsg.), Huber, Bern 2010 ISBN 978-3-456-84839-6
- Die Wiederentdeckung des Individuums in der Psychotherapieforschung: ein Beitrag zur patientenorientierten Psychotherapieforschung und Qualitätssicherung, Deutsche Gesellschaft für Verhaltenstherapie, Tübingen 2003, ISBN 3-87159-040-1.